# 軽井沢町役場
軽井沢町役場（かるいざわまちやくば）は、日本の地方公共団体である長野県北佐久郡軽井沢町の執行機関としての事務を行う施設（役場）である。

## 所在地
- 〒389-0192
- 長野県北佐久郡軽井沢町大字長倉2381番地1

## 業務時間
- 午前8時30分から午後5時15分まで
- 休日：土曜日、日曜日、祝祭日、年末年始

## 組織
- 町長
  - 副町長
    - 総合政策課
    - 総務課
    - 税務課
    - 保健福祉課
    - 住民課
    - 環境課
    - 観光経済課
    - 地域整備課
    - 上下水道課
    - 消防課
    - 会計課
- 教育委員会
  - 教育長
    - こども教育課
    - 生涯学習課
- 町立軽井沢病院
- 監査委員事務局
- 農業委員会事務局
- 選挙管理委員会事務局
- 町議会
  - 議会事務局

## 交通アクセス
- しなの鉄道中軽井沢駅下車。